# فینکوبنک
فینکوبنک (انگلیسی: FinecoBank) شرکت خدمات مالی و بانکداری ایتالیایی است، که در سال ۱۹۹۹ تأسیس شد.